# Janatha Vimukthi Peramuna
Il Janatha Vimukthi Peramuna (JVP, in singalese: ජනතා විමුක්ති පෙරමුණ; in tamil: மக்கள் விடுதலை முன்னணி, traducibile in Fronte di Liberazione Popolare) è un partito politico dello Sri Lanka di orientamento marxista-leninista fondato nel 1965.
Si caratterizzò come la quinta forza politica comunista, insieme al Partito dell'Eguaglianza Sociale Singalese, al Partito Comunista dello Sri Lanka, al Partito Comunista Maoista di Ceylon e al Fronte Popolare Unito.

## Risultati
| Elezione          | Voti      | %     | Seggi     |
| ----------------- | --------- | ----- | --------- |
| Parlamentari 2015 | 543.944   | 4,87  | 6 / 225   |
| Parlamentari 2020 | 445.958   | 3,84  | 3 / 225   |
| Parlamentari 2024 | 6.863.186 | 61,56 | 159 / 225 |
| 1.                |           |       |           |